# San Jacinto (Califòrnia)
San Jacinto és una població dels Estats Units a l'estat de Califòrnia. Segons el cens del 2007 tenia 34.345 habitants.

## Demografia
Segons el cens del 2000, San Jacinto tenia 23.779 habitants, 8.314 habitatges, i 5.836 famílies. La densitat de població era de 368,6 habitants/km².
Dels 8.314 habitatges en un 36,1% hi vivien nens de menys de 18 anys, en un 52,1% hi vivien parelles casades, en un 13% dones solteres, i en un 29,8% no eren unitats familiars. En el 25,4% dels habitatges hi vivien persones soles el 14,7% de les quals corresponia a persones de 65 anys o més que vivien soles. El nombre mitjà de persones vivint en cada habitatge era de 2,84 i el nombre mitjà de persones que vivien en cada família era de 3,41.
Per edats la població es repartia de la següent manera: un 31,3% tenia menys de 18 anys, un 8% entre 18 i 24, un 26,1% entre 25 i 44, un 17,3% de 45 a 60 i un 17,2% 65 anys o més.
L'edat mediana era de 34 anys. Per cada 100 dones de 18 o més anys hi havia 89,1 homes.
La renda mediana per habitatge era de 30.627 $ i la renda mediana per família de 34.717 $. Els homes tenien una renda mediana de 31.764 $ mentre que les dones 25.392 $. La renda per capita de la població era de 13.265 $. Entorn del 15,2% de les famílies i el 20,3% de la població estaven per davall del llindar de pobresa.

## Poblacions més properes
El següent diagrama mostra les poblacions més properes.